# Stengårdshult
För andra betydelser, se Stengårdshult (olika betydelser).
Stengårdshult är kyrkbyn i Stengårdshults socken i Gislaveds kommun, Jönköpings län.
Orten ligger norr om Stengårdshultasjön och består vid sidan av Stengårdshults kyrka av några få hus. 